# 天狗工房
天狗工房（てんぐこうぼう）は、2013年に代表の福士直也が立ち上げた映像制作会社天狗株式会社（てんぐかぶしきがいしゃ）の商標である。
同社はアニメCG制作が主であるが、監督、脚本、演出、絵コンテ、デジタル作画、撮影、編集と映像制作における全ての工程を対応している。
代表の福士は、サンライズ、ぴえろに一時期在籍していた。
社歌が2年に一度追加される。

## 作品

### テレビアニメ
- ナゾトキネ（2016年）
- カイトアンサ（2017年）

### ゲーム
- マギアレコード 魔法少女まどか☆マギカ外伝（2017年）撮影
- 歌マクロス スマホDeカルチャー（2017年）イラスト制作
- ブラックスター -Theater Starless-（2019年）イラスト制作
- ユアマジェスティ（2022年）イラスト制作

### 漫画
- 聖闘士星矢 冥王神話（2016年） - CG着彩
- 泉極志
- はぐれ勇者の異世界バイブル（2021年） - CG着彩
- Diego!! （2022年） - CG着彩

### 社歌
- 激烈Pro天狗
- 豪快アブソリュートライフ
- 灼熱バーニングドリーム
- 猛烈シャイニングロード
- 爆裂Proソウル

### 制作協力

#### テレビアニメ（制作協力）
- はぐれ勇者の鬼畜美学（2012年） - 3DCG/CG監督
- 世界でいちばん強くなりたい!（2013年） - 3DCG/CG監督
- 極黒のブリュンヒルデ（2014年） - 3DCG/CG監督
- 寄生獣 セイの格率（2014年）- 3DCG/CG監督
- 東京喰種トーキョーグール√A（2014年）- 3DCG/CG監督
- 俺物語!!（2015年）- 3DCG/CG監督
- ファンタシースターオンライン2 ジ アニメーション（2016年）- 3DCG
- Wake Up, Girls! （2017年）- 3DCG
- ベルセルク（2017年）- 3DCG
- レディスポ（2018年）- 3DCG/CG監督/演出/撮影
- 三ツ星カラーズ（2018年）- 3DCG/CG監督
- ハイスコアガール（2018年）- 3DCG
- RErideD-刻越えのデリダ-（2018年）- 3DCG
- 荒野のコトブキ飛行隊（2019年）- 3DCG/絵コンテ
- 群青のマグメル（2019年）- 3DCG/CG監督
- 川柳少女（2019年）- 撮影
- コップクラフト（2019年）- 3DCG/CG監督/撮影/撮影監督
- アズールレーン（2019年）- 3DCG
- 織田シナモン信長（2020年）- 3DCG/CG監督
- ドロヘドロ（2020年）- 3DCG
- 遊☆戯☆王SEVENS（2020年）- 3DCG
- ゴールデンカムイ（2020年）- 3DCG
- 体操ザムライ（2020年）- 3DCG
- トニカクカワイイ（2020年）- 3DCG/CG監督/CGプロデューサー
- バトルアスリーテス大運動会 ReSTART!（2021年）- 3DCG/CGディレクター
- 蜘蛛ですが、なにか？（2021年）- 3DCG
- 真・一騎当千（2021年）- 3DCG/3DCG監督/CGプロデューサー
- ブルーピリオド（2021年）- 3DCG/2Dワークス/CG監督/CGプロデューサー
- テルマエ・ロマエ ノヴァエ（2022年）- モデリング/3DCGディレクター
- TIGER & BUNNY 2（2022年）- 3DCG
- Extreme Hearts（2022年）- モデリング/3DCG/CG監督/CGプロデューサー

#### アニメ映画
- 劇場版 HUNTER×HUNTER 緋色の幻影（2013年）- 撮影
- 心が叫びたがってるんだ。（2015年）- 3DCG
- 名探偵コナン 純黒の悪夢（2016年）- 3DCG
- 名探偵コナン から紅の恋歌（2017年）- 3DCG
- 名探偵コナン ゼロの執行人（2018年）- 3DCG
- 魔法少女リリカルなのは Detonation（2018年）- 3DCG
- コードギアス 復活のルルーシュ（2019年）- 3DCG
- 名探偵コナン 紺青の拳（2019年）- 3DCG
- 空の青さを知る人よ（2019年）- 3DCG
- デジモンアドベンチャー LAST EVOLUTION 絆（2020年）- 3DCG/CGディレクター
- 劇場版「SHIROBAKO」（2020年）- 3DCG
- えんとつ町のプペル（2020年）- 3DCG
- リョーマ！ The Prince of Tennis 新生劇場版テニスの王子様（2021年）- 3DCG